# Lanius mackinnoni
Picanço-de-mackinnon ou picanço-das-clareiras (Lanius mackinnoni) é uma espécie de ave da família Laniidae.
Pode ser encontrada nos seguintes países: Angola, Burundi, Camarões, República do Congo, República Democrática do Congo, Guiné Equatorial, Gabão, Quénia, Nigéria, Ruanda, Tanzânia e Uganda.
Os seus habitats naturais são: regiões subtropicais ou tropicais húmidas de alta altitude e savanas húmidas.